# Pietrisco

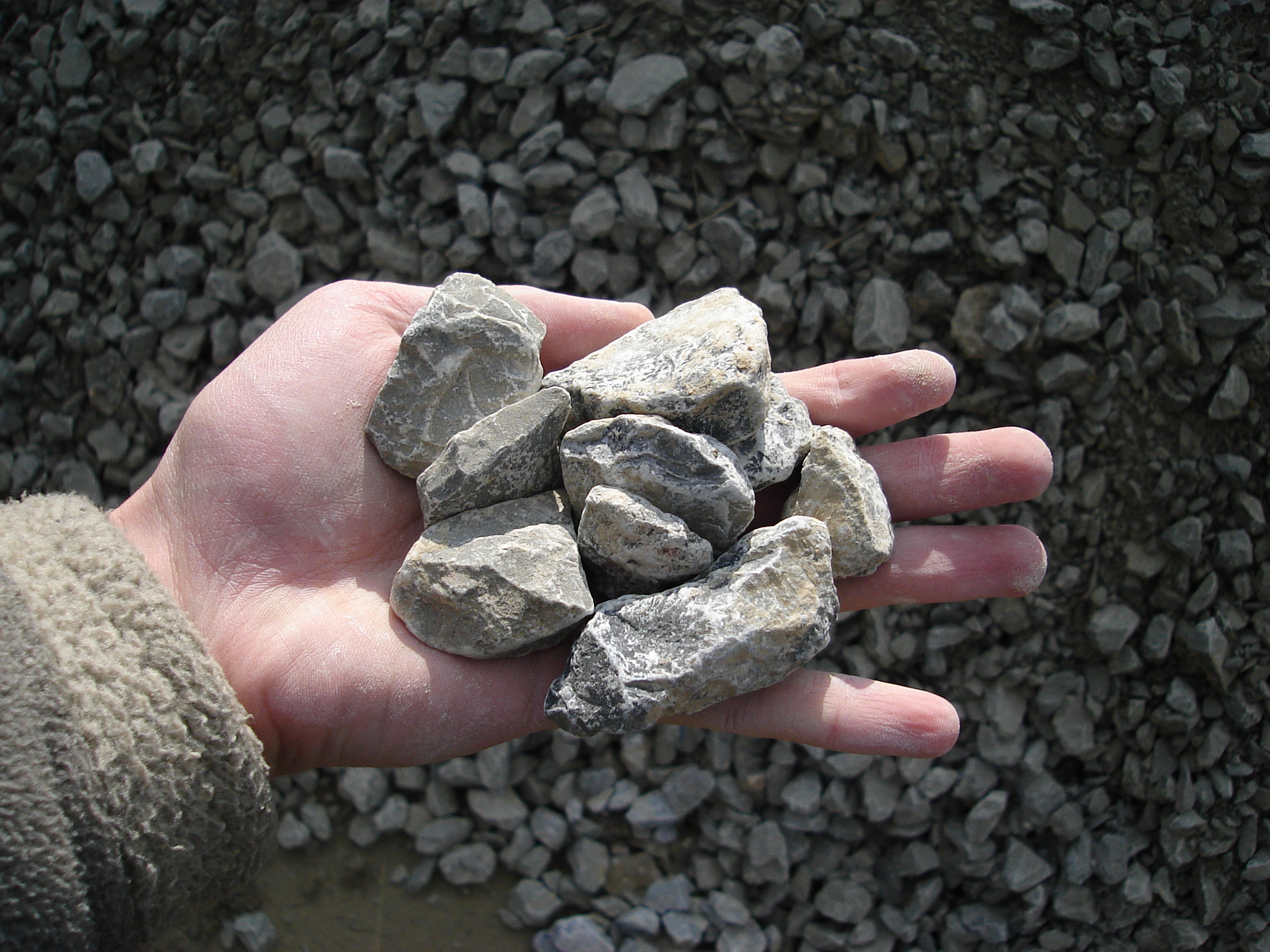

Il pietrisco è un aggregato lapideo ricavato per disgregazione di rocce calcaree o silicee; è utilizzato per la realizzazione delle massicciate ferroviarie (track ballast) e delle fondazioni stradali (road ballast).

## Caratteristiche tecniche
Il materiale in natura deve possedere buona resistenza alla compressione, alla frammentazione (coefficiente Los Angeles) e al gelo ed essere privo di fibre di amianto.